# Кемі-Торніо (аеропорт)
Аеропорт Кемі-Торніо ((IATA: KEM, ICAO: EFKE); фін. Kemi-Tornion lentoasema; швед. Kemi-Torneå flygplats) — аеропорт у місті Кемі, Фінляндія. 
Аеропорт розташований поблизу району Лаутіосаарі, на схід від річки Кемі, за 6 км на північ від центру міста Кемі та за 18 км на схід від центру міста Торніо. 
.
Аеропорт належить і управляється Finavia.

## Термінал
На території аеропорту є невелика кав'ярня/ресторан, відкритий для публіки та пасажирів. 
Також є невелика сувенірна крамниця. 
Наступні компанії з прокату автомобілів працюють в аеропорту Кемі: Avis, Budget, Europcar, Hertz і Scandia Rent.

## Авіалінії та напрямки
| Авіакомпанія | Пункт призначення  |
| ------------ | ------------------ |
| Finnair      | Гельсінкі, Коккола |

## Статистика
Див. джерело запитів Вікіданих та джерела.

## Наземний транспорт
Немає громадського транспорту безпосередньо до аеропорту. 
Проте приблизно за 700 м від аеропорту є автобусна зупинка. 
Таксі з аеропорту до Кемі займає приблизно 15 хвилин у дорозі, тоді як поїздка до Торніо займає приблизно 25 хвилин. 
Перед дверима терміналу є стоянка.